# El Pobo
El Pobo és un municipi d'Aragó situat a la província de Terol i enquadrat a la comarca de la Comunitat de Terol.

## Política local

### Resultats electorals
| Eleccions municipals |      |      |      |      |
| Partit               | 2003 | 2007 | 2011 | 2015 |
| PP                   | 5    | 4    | 4    | 4    |
| PSOE                 |      | 1    | 1    | -    |
| CHA                  |      |      | -    | 1    |
| PAR                  |      |      | -    | -    |
| Total                | 5    | 5    | 5    | 5    |